# 豊後荻駅
豊後荻駅（ぶんごおぎえき）は、大分県竹田市荻町馬場に所在する、九州旅客鉄道（JR九州）豊肥本線の駅。
大分県内にある豊肥本線の駅では最も熊本寄りに位置する。特急「九州横断特急」が停車する。

## 歴史
- 1928年（昭和3年）12月2日：豊肥本線玉来 - 宮地間と共に開業[4][5]。
- 1971年（昭和46年）10月1日：貨物取扱廃止[5][7]
- 1972年（昭和47年）3月1日：業務委託駅となる[7]。
- 1984年（昭和59年）
  - 2月1日：荷物扱い廃止[5]。
  - 11月30日：無人化（簡易委託化）[6]。
- 1987年（昭和62年）4月1日：国鉄分割民営化により九州旅客鉄道が継承[4][5]。
- 1993年（平成5年）5月：駅舎改築[8]。
- 2012年（平成24年）7月12日：平成24年7月九州北部豪雨により営業休止。
- 2013年（平成25年）8月4日：豊肥本線全線復旧に伴い営業再開[9]。

## 駅構造

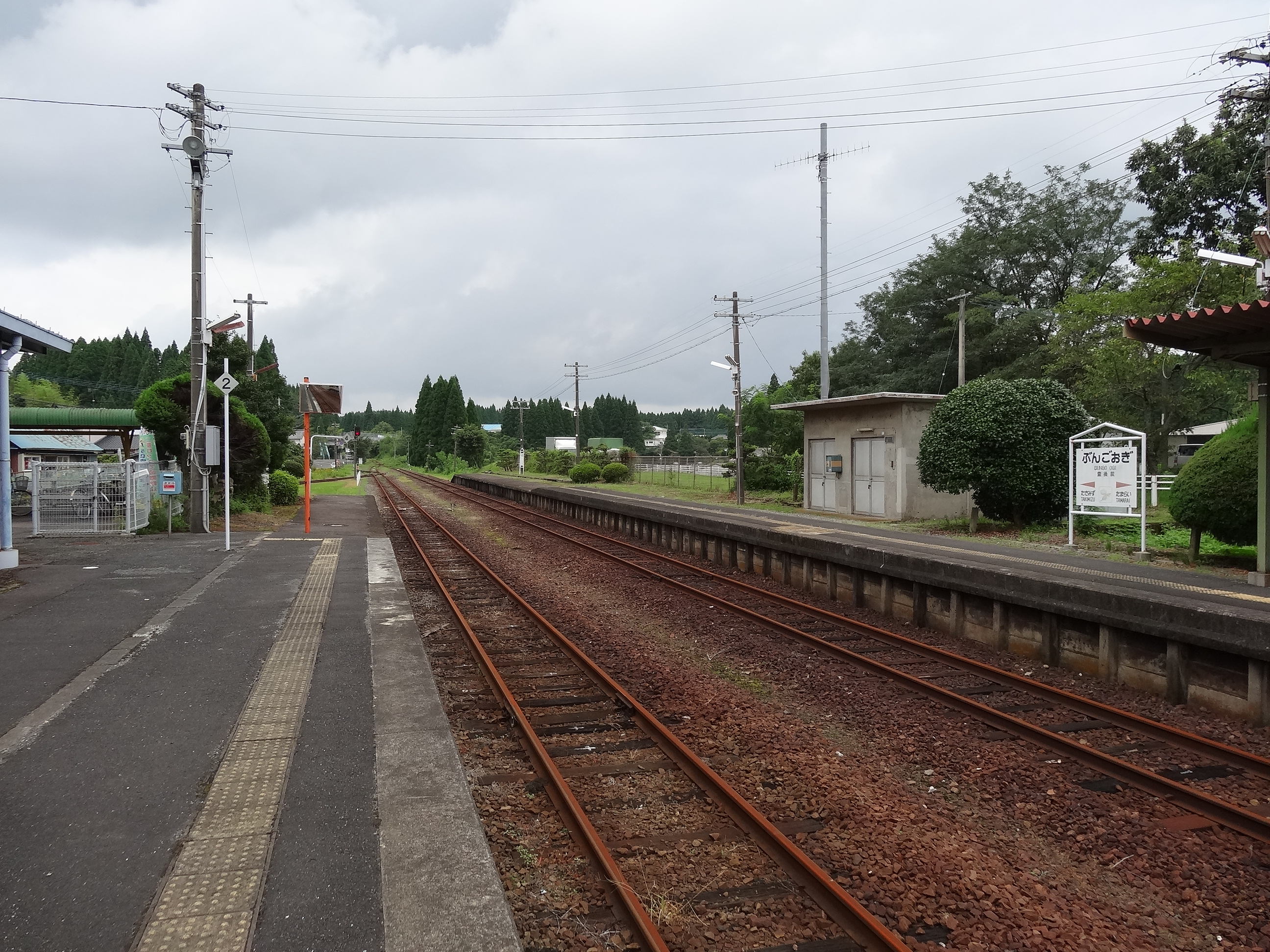
ホーム（熊本方面）

相対式ホーム2面2線を有する地上駅。互いのホームは構内踏切で連絡している。
駅舎には「荻駅交流館」と呼ばれる物産館や図書室、2階には歴史資料展示室を併設しており、大きな建物となっている。玄関の表札には、「荻駅交流館」「豊後荻駅」が掲示されている。駅舎は1993年（平成5年）に萩町が総工費1億2千万円を投じて建設された鉄骨造二階建てのものである。
簡易委託駅であり、きっぷうりばが設置されている。
早朝6時台に当駅始発大分行きが1本設定されている。

### のりば
| のりば | 路線      | 方向 | 行先               |
| ------ | --------- | ---- | ------------------ |
| 1      | ■豊肥本線 | 上り | 宮地・熊本方面     |
| 2      | ■豊肥本線 | 下り | 豊後竹田・大分方面 |

## 利用状況
- 2012年度の1日平均乗車人員は31人（前年度比-10人）である。

| 乗車人員推移 | 乗車人員推移 |
| 年度         | 1日平均人数  |
| ------------ | ------------ |
| 2000         | 92           |
| 2001         | 94           |
| 2002         | 85           |
| 2003         | 72           |
| 2004         | 66           |
| 2005         | 45           |
| 2006         | 44           |
| 2007         | 46           |
| 2008         | 50           |
| 2009         | 49           |
| 2010         | 45           |
| 2011         | 41           |
| 2012         | 31           |

## 駅周辺

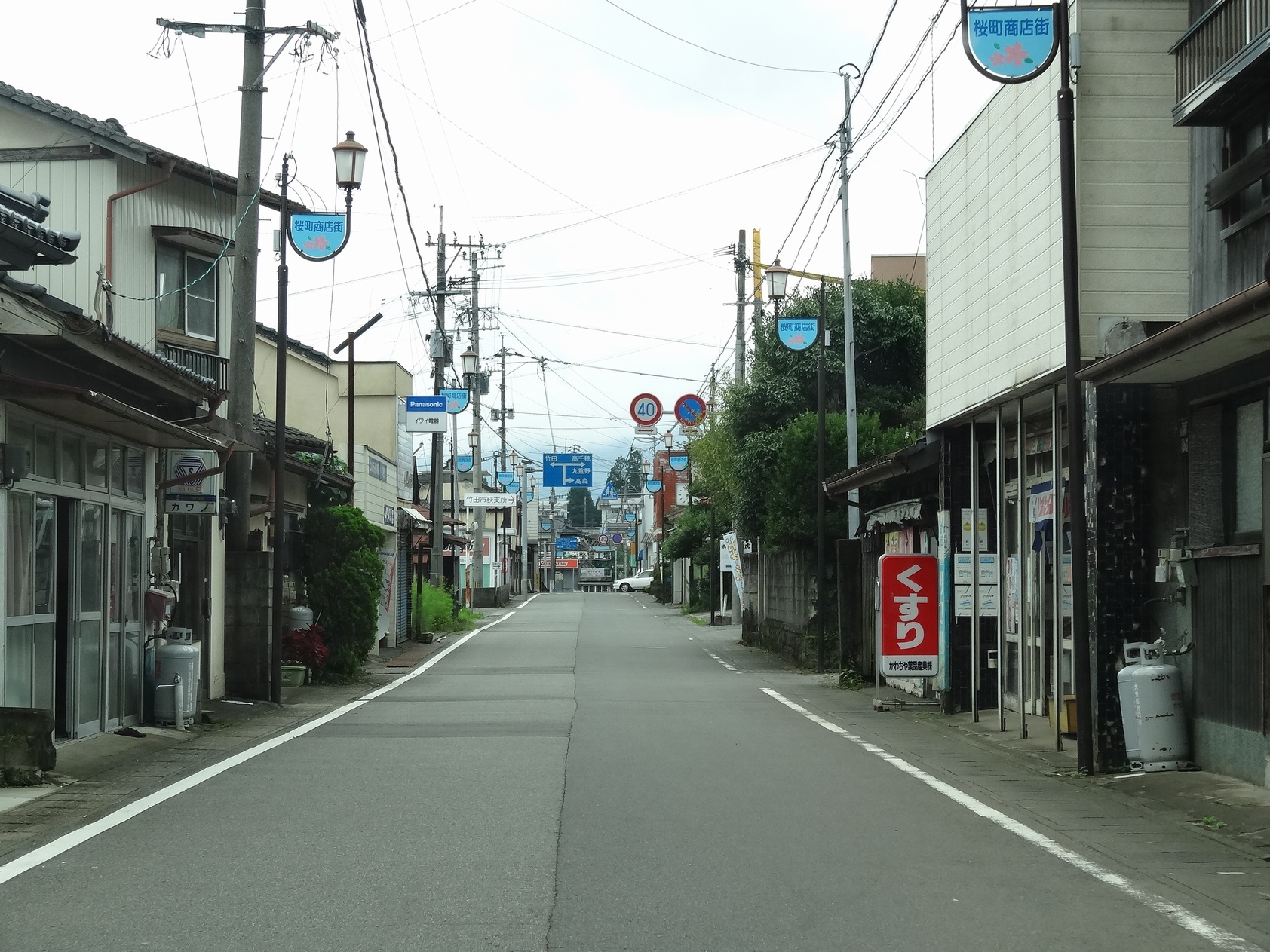
駅から荻支所に連なる商店街

周囲はかつてあった荻町の中心部にあたる地区で、比較的大きな集落が広がっており、竹田市荻支所にも近い。
- 白水の滝
- 竹田市立荻小学校
- 竹田市立緑ヶ丘中学校
- 竹田市荻支所
- 荻保育園
- 竹田市荻運動広場
- 荻郵便局
- 荻の里温泉
- 高鼻公園

## バス路線
駅前に豊後荻駅前バス停が設置されており、以下の路線バスが運行されている。
- 竹田市コミュニティバス
  - 岩本線・馬背野線：竹田市役所行き/政所公民館前行き

## 隣の駅
九州旅客鉄道（JR九州）
■豊肥本線
- 特急「九州横断特急」停車駅

■普通
玉来駅 - 豊後荻駅 - 滝水駅